# ISO 3166-2:JO
ISO 3166-2:JO — стандарт Международной организации по стандартизации, который определяет геокоды. Является подмножеством стандарта ISO 3166-2, относящимся к Иордании.
Стандарт охватывает 12 мухафаз Иордании. Каждый геокод состоит из двух частей: кода Alpha2 по стандарту ISO 3166-1 для Иордании — JO и дополнительного кода, записанных через дефис. Дополнительный код образован созвучно: названию, аббревиатуре названия мухафазы. Геокоды мухафаз Иордании являются подмножеством кодов домена верхнего уровня — JO, присвоенного Иордании в соответствии со стандартами ISO 3166-1.

## Геокоды Иордании
Геокоды 12 мухафаз административно-территориального деления Иордании.
| Геокод | Административная единица | Статус   |
| ------ | ------------------------ | -------- |
| JO-AJ  | Аджлун                   | мухафаза |
| JO-AQ  | Акаба                    | мухафаза |
| JO-BA  | Эль-Балка                | мухафаза |
| JO-KA  | Эль-Карак                | мухафаза |
| JO-MA  | Эль-Мафрак               | мухафаза |
| JO-AM  | Амман                    | мухафаза |
| JO-AT  | Эт-Тафила                | мухафаза |
| JO-AZ  | Эз-Зарка                 | мухафаза |
| JO-IR  | Ирбид                    | мухафаза |
| JO-JA  | Джараш                   | мухафаза |
| JO-MN  | Маан                     | мухафаза |
| JO-MD  | Мадаба                   | мухафаза |

## Геокоды пограничных Иордании государств
- Сирия — ISO 3166-2:SY (на севере),
- Ирак — ISO 3166-2:IQ (на северо-востоке),
- Израиль — ISO 3166-2:IL (на западе),
- Палестина — ISO 3166-2:PS (на западе),
- Саудовская Аравия — ISO 3166-2:SA (на востоке).